# Флаг Армении
Национальный флаг Арме́нии (арм. Հայաստանի ազգային դրոշ), известный также как Армянский триколор (арм. Եռագույն) — один из государственных символов Республики Армения. Флаг представляет собой прямоугольное полотнище из трёх равновеликих горизонтальных полос: верхней — красного, средней — синего и нижней — оранжевого цвета. Отношение ширины флага к его длине 1:2. Флаг Армении был принят Верховным Советом Республики Армения 24 августа 1990 года. 15 июня 2006 года Национальное собрание Армении приняло новый закон «О государственном флаге Республики Армения».
В истории Армении большое количество различных флагов. В древние времена правящие армянские династии изображали на своих флагах различных символических животных. В XX веке Армянская ССР поменяла несколько флагов с советской символикой.

## Символизм
Законом «О государственном флаге Республики Армения» утверждены следующие значения цветов:
Красный цвет символизирует Армянское нагорье, борьбу армянского народа за выживание, христианскую веру, свободу и независимость Армении. Синий цвет символизирует волю народа жить под мирным небом. Оранжевый цвет обозначает талантливость и трудоспособность народа Армении.
Другое описание значения цветов было дано в начале XX века: красный — пролитая кровь миллионов армян, убитых на протяжении всей истории, в том числе во время геноцида, синий — чистое, мирное небо, к которому стремится Армения, абрикосовый — цвет плодородной армянской земли, символ трудолюбия армянского народа, также цвет абрикоса — фрукта-символа Армении.

## Оттенки
C 1 января 2013 года введён в действие государственный стандарт ՀՍՏ 50-2012 «Государственный флаг Республики Армения. Общие технические условия», нормативно устанавливающий оттенки цветов флага. Известно также употребление флагов с блеклыми оттенками цветов.
Часто при неофициальном словесном описании цвет нижней полосы вместо «оранжевого» называют «абрикосовым».
|           | Нормативные оттенки       | Блёклые оттенки            |
| --------- | ------------------------- | -------------------------- |
|           |                           |                            |
| Красный   | RGB 217-0-18 Hex #d90012  | RGB 216-28-63 Hex #d81c3f  |
| Синий     | RGB 0-51-160 Hex #0033a0  | RGB 85-117-196 Hex #5575c4 |
| Оранжевый | RGB 242-168-0 Hex #f2a800 | RGB 239-107-0 Hex #ef6b00  |

## История
Современный трёхцветный флаг Армении мало похож на ранние армянские символы. В древние времена вместо флага использовался деревянный шест с резьбой, изображавшей вишапа, птицу, тигра или «таинственный божественный символ». Они использовались только для битв, и перед началом боёв их втыкали рядом с полем боя. В дальнейшем различные правящие династии в Армении начали использовать разные флаги, в основном свои семейные/династические. Например, династия Арташесидов использовала тёмно-красное полотно с изображёнными на нём двумя орлами, повёрнутыми к разделяющему их солнцу. Династия Аршакидов — синее полотнище с изображёнными на нём двумя ястребами, смотрящими друг на друга, и звездой, разделяющей их. Позже практика использования династических флагов стала нормой для некоторых европейских и ближневосточных государств.

### Средние века
Во времена нашествия арабов, несмотря на более сильное сопротивление, чем даже персидское, Армения попала под контроль Омейядского халифата, и на её территории был создан Армянский эмират, простирающийся от современного Баку и Дербента на востоке до истоков Евфрата на западе и от реки Терек на севере до озера Урмия на юге. Эмират получил флаг, представляющий собой чёрное полотнище без каких-либо дополнительных элементов на нём.
В 885 году Армения обрела независимость и флаг, представляющий собой тёмно-красное полотно с изображением белого леопарда и христианского креста на нём. Сейчас «анийский леопард» с этого флага также является элементом флага и герба второго по численности города и культурной столицы Армении — города Гюмри. В отличие от флагов Великой Армении, флаг Армянского царства не являлся флагом правящей династии.
В 1080 году было основано Киликийское царство. За почти четыре столетия там поменялись три царских династии, и каждая из них меняла флаг страны на свой собственный, династический.
Флаг первой киликийской династии — Рубенидов — представлял собой белое полотнище с изображённым на нём красным львом, стоящим на двух ногах. Также был вариант с полотнищем молочного цвета и со львом блёкло-красного цвета, у которого были посох с крестом и корона на голове того же цвета, что и сам лев. Хотя второй вариант был менее популярным, именно он стал одним из компонентов современного герба республики Армения.
Флаг киликийской династии Хетумидов представлял собой красное полотнище с гербом династии в центре. На гербе династии был изображен жёлтый щит с красным львом, стоящим на двух ногах. У льва были голубые глаза, когти, язык и голубая корона киликийского типа на голове. Этот лев, названный «киликийским», в дальнейшем стал использоваться французами, англичанами, германскими государствами, поляками и многими другими, с некоторыми изменениями, например в своих гербах. Для примера, «чешский лев» отличается двумя хвостами, имеет форменные отличия и, естественно, другие цвета. В гербе Хетумидов уже видны цвета современного армянского флага — красный, синий, жёлтый.
Хотя первая в мире школа геральдики была открыта именно в Киликии, во время правления Хетумидов, и там же были придуманы главные правила геральдики, но современный герб Армении не соответствует большинству этих правил.
Флаг Киликии во время правления последней династии — Лузиньянов — был представлен выше, однако сама династия имела только герб и не имела флага.
После арабских нашествии было образовано огромное множество разных армянских княжеств, от огромной (для княжества) Закаридской Армении до мелкого Хамамшена, однако лишь пятеро арцахских (карабахских) княжеств просуществовали много столетий. Это были Варанда, Гюлистан, Дизак, Джраберд и Хачен. Флаг последнего, например, представлял собой красное полотно с симметричным белым крестом по центру, окружённым четырьмя чёрными костыльными крестами. По углам были вписаны сокращения от армянских слов «Господь Бог, Иисус Христос» — «ՏՐ ԱԾ ՀՍ ՔՍ». Эти сокращения наносят на все апостольские изображения.

### Новое время
22 июня 1688 года британская Ост-Индская компания заключила с армянскими купцами из Мадраса «Соглашение Ост-Индской компании с армянской нацией», по которому они получили право использовать на своих судах собственный кормовой флаг: «Их корабли имели свои флаги, красно-жёлто-красные, с Агнцем Божьим в центре, который пользовался уважением в большинстве портов Индийского океана».
После того, как Армению поделили между собой Персидская и Османская империи, некоторое время у Армении не было собственного флага. В 1885 армянский католический священник Гевонд Алишан разработал проект нового флага по просьбе Армянской студенческой ассоциации Парижа, под которым её представители приняли участие в похоронах французского писателя Виктора Гюго. Этот горизонтальный триколор похож на перевёрнутый вариант современного флага Болгарии. Верхняя полоса была красной, что символизировало первое воскресенье Пасхи («Красное воскресенье»), средняя полоса была зелёной в честь «Зелёного воскресенья» Пасхи. Белая полоса не имела значения и была добавлена для визуального эффекта. Находясь во Франции, Алишан разработал ещё один вариант, который сейчас называют «флагом армянских националистов», ставший популярнее предыдущего. Он напоминал французский вертикальный триколор: слева направо шли красный, зелёный, синий, символизируя радугу, которую увидел Ной, остановившись на горе Арарат.

### Новейшее время
В 1828 году в результате русско-персидской войны персидская часть Армении отошла Российской империи. После распада Российской империи, Армения провозгласила свою независимость и объединилась с Грузией и Азербайджаном в Закавказскую республику, просуществовавшую не больше года. Официально республика не имела государственных символов. Тем не менее, некоторые историки считают флагом Закавказской республики горизонтальный триколор из золотой, чёрной и красной полос, похожий на флаг Германии. Республика развалилась 26 мая 1918 года, когда была провозглашена Грузинская демократическая республика, а два дня спустя (28 мая) — Первая Республика Армения и Азербайджанская демократическая республика.
Обретя независимость, Первая Республика Армения приняла триколор, который используется и сегодня. Независимое армянское государство выбрало для своего государственного флага цвета завершающего периода династии Рубенидов (Киликийское царство) — красный, синий и жёлтый. Предлагалось также принятие радужного флага как государственного, но подобная инициатива была отвергнута. Прототип этого флага можно увидеть в доме-музее Мартироса Сарьяна в Ереване. На выбор цветов значительное влияние оказали материалы доклада, прочитанного в Национальном собрании молодой республики выдающимся армянским филологом Степаном Малхасянцем. Жёлтый был сразу же заменён на оранжевый, поскольку комбинация красного, синего и оранжевого «была более приятна для глаз». Соотношение сторон составляло 2:3.

29 ноября 1920 большевиками была провозглашена Армянская ССР. 2 февраля 1922 на I съезде советов Армянской ССР был принят новый вариант флага как часть новой конституции республики. Этот вариант просуществовал всего месяц, поскольку уже 12 марта Армянская ССР была объединена с Грузинской ССР и Азербайджанской ССР в Закавказскую СФСР. 30 декабря 1922 последняя стала одной из четырёх республик СССР. Флаг нового образования представлял собой красное полотнище с серпом и молотом внутри звезды с надписью «ЗСФСР». В 1936 Закавказская Советская Федеративная Социалистическая Республика была упразднена.
- Флаг администрации Западной Армении
- Флаг Закавказской Республики (1918)
- Флаг Первой Республики Армения 1918—1920

В качестве одной из союзных республик Армения представила свой первый флаг в 1936 году: на красном полотнище жёлтые серп и молот, под ними аббревиатура названия республики на армянском языке «ՀԽՍՀ» («haйкакан Хорhрдайин Социалистакан haнрапетутюн»). В 1940-х годах в связи с введением в армянский язык некоторых слов из русского языка, аббревиатура на флаге была изменена на «ՀՍՍՌ» («haйастани Советакан Социалистакан Республика»). В 1952 году был представлен новый флаг: вместо удалённой аббревиатуры на красном полотне появилась горизонтальная синяя полоса, занимавшая меньше 1/3 по высоте. Этот флаг сохранился до 1990 — за год до распада СССР. Когда Армения приняла декларацию о независимости 23 августа 1990, сразу же был возвращён досоветский триколор.
- Независимая Социалистическая Советская Республика Армения 1920—1922
- Республика в составе ЗСФСР 1922—1936
- Флаг Закавказской СФСР 1922—1936
- 1937—1940
- 1940—1952
- 1952—1990

## Похожие флаги
- Флаг Мясниковского района 
(1998—2011)
- Флаг НКР (1992—2023)

В Мясниковском районе Ростовской области (районный центр — село Чалтырь) с 1998 по 2011 годы использовался флаг, в основу которого был положен флаг Армении. Это связано с этническим составом района, около 60 % которого в начале 2000-х годов составляли армяне.
Флаг непризнанной Нагорно-Карабахской республики повторял цвета армянского триколора — три равновеликие горизонтальные полосы: красная, синяя и оранжевая, символизирующий историческое и культурное единство с Арменией. От армянского флага флаг НКР отличал узор белого цвета, напоминающий орнамент, используемый на традиционных армянских коврах. Узор делил триколор на две неравные части символизировавшие Армению и Карабах 
Схожие цвета имеют флаги Венесуэлы, Эквадора и Колумбии, на которых, однако, используется жёлтый (золотой) цвет вместо оранжевого.

## Галерея
- Флаг около монастыря Хор Вирап на Армяно-турецкой границе